# Houstonia correllii
Houstonia correllii är en måreväxtart som först beskrevs av Walter Hepworth Lewis, och fick sitt nu gällande namn av Edward Everett Terrell. Houstonia correllii ingår i släktet Houstonia och familjen måreväxter. Inga underarter finns listade i Catalogue of Life.